# Marie Savard
Marie Savard (Québec, 15 août 1936 - Montréal, 16 janvier 2012,) est une poète féministe, auteur-compositeur-interprète, dramaturge et scénariste québécoise, aussi connue comme la première éditrice pour femmes au Québec, fondatrice des Éditions de la Pleine lune. Elle est l'une des premières «…  à présenter la poésie chantée et scandée dans la tradition du spoken word avant même que l’expression ne fasse son chemin du côté francophone… ».

## Biographie
Elle naît en 1936 à Château-d'eau (Loretteville/Québec) où ses parents (Paul Savard et Germaine Collin) passent leurs étés. Dès son jeune âge -vers dix ans- elle compose ses premiers poèmes.
Elle  étudie en Sociologie / Sciences sociales, à l'Université Laval, à Québec. À cette époque, dans sa bibliothèque, « Verlaine voisine Rimbaud, Camus. St-John Perse, Julien Green, Aragon, Hemingway ».
Issue d'un milieu bourgeois, Marie Savard, via la sociologie, veut se rapprocher des milieux ouvriers surtout « ceux où évoluent les jeunes filles de son âge.» Elle visite des familles ouvrières, pour connaître leur condition de vie. « Je jouais à l'ouvrière… » dira-t-elle un jour. À la suite de ces visites, Marie Savard cesse de faire l'ouvrière, et s'engage à temps partiel dans une bibliothèque et se met à écrire des poèmes et des chansons.
Elle fait partie de la troupe dramatique « Les Treize » de l’Université Laval et leur metteur en scène est Gilles Vigneault qui connaissait du succès, grâce à Jacques Labrecque qui chantait à cette époque (Jos Montferrand, Joseph Hébert.). Déjà à ce moment-là, Marie Savard écrit des poèmes. Elle joue de la flûte à bec avec laquelle elle compose certaines chansons et commence à apprendre le piano, mais abandonne au bout de six mois.
En 1960, lors d'une soirée du Cercle Léon-Gérin, elle remplace à pied levé un conférencier qui ne se présente pas; les étudiants la poussent sur la tribune du conférencier et une étudiante l'accompagne à la guitare. Ce soir-là, après avoir épuisé son répertoire, elle récite ses poèmes. À la suite de cette expérience, elle va chanter au George Grill à Québec, sans salaire. Puis, elle fait de l'animation avec des amis à La-boîte-aux-chansons, à Québec, « dans une des salles de Gérard Thibault, en haut de son cabaret La-porte-Saint-Jean. »  où elle reçoit un salaire de 10 $ par semaine pour chanter et réciter des poèmes.
À la fin de l'été 1960, Marie Savard retourne à ses études, mais à l'été 1961, elle quitte Québec pour Montréal où elle habite jusqu'à son décès. Marie Savard arrive à Montréal la tête remplie des écrits de Anne Hébert, Rimbaud, La Bolduc, Saint-John Perse, Aragon, Leclerc, Ferré et La Piaf. Elle cherche la musique pour accompagner ses poé-sons. Elle flirte avec le jazz et blues qui l'inspirent.
Elle participe à deux émissions de radio à Radio-Canada: « Mon jardin » et « En sortant de l'école » où elle écrit des textes. À ce moment-là, elle avoue : « Je ne veux pas faire beaucoup de chansons, mais en faire de belles, qui apportent quelque chose à réflexion. Je ne suis pas intéressée à allonger simplement la liste des titres.
Le 4 novembre 1961, alors que Marie Savard a 25 ans, Michelle Tisseyre la rencontre pour le Photo-Journal. Elle éprouve spontanément de la sympathie pour la jeune femme et déclare: «… malgré sa jeunesse, ou plutôt, peut-être grâce à elle, Marie Savard est une acquisition pour la chanson poétique au Canada. ».
Elle écrit des textes pour enfants à Radio-Canada jusqu'en 1966 tout en faisant la tournée des « Boîtes à chanson » de l'époque dont « La Boîte à chanson » dans Côte-des-Neiges (en même temps que Claude Gauthier et Gilles Vigneault), la Butte à Mathieu à Val-David. Le mouton noir, Le Vieux Fusil, etc. À ce moment-là, elle fait la tournée avec un trio de jazz. L'artiste oscille entre la musique et l'écriture, entre la poésie et des textes pour Radio-Canada.
Grâce à son travail d'écriture à la radio, en 1962, elle est mise en nomination au « Congrès du spectacle ».
En 1964, dans le Photo-Journal, Ingrid Sumart écrit: « Marie Savard, est une artiste qui est « en lutte contre une province en pleine colonisation culturelle ». Marie Savard rêve de publier ses œuvres en format de poche pour les rendre accessibles à tous.

### Poésie, théâtre et chanson
En 1965, elle publie son premier recueil « Les Coins de l'Ove », aux Éditions de l’Arc, fondées et dirigées par Gilles Vigneault:
Et je n'ai plus le temps

Et j'ai peur d'habiter

Une morte anonyme

Il faut que je te dise

Qu'il est une étincelle

Qui ne doit pas s'éteindre

Qui ne doit pas perdre.
La même année, en avril, sort son premier microsillon de chansons-poèmes « Marie Savard » chez Apex. En musique, le style de Marie Savard est plutôt jazzé, elle est accompagnée par le pianiste de jazz Pierre Leduc, le contrebassiste Michel Donato et le batteur Émile Normand. En 1965, Gilles Vigneault dit des chansons de Marie Savard: « Pour moi, la chanson de Marie Savard c'est comme source en ville. L'eau têtue qui fait son chemin lent et difficile entre porte de verre et treillis d'acier, mâchefer et béton armé. » Elle tire son inspiration de la vie, quelle qu'elle soit, où qu'elle soit. Elle aime la ville dont elle a grand besoin. Court extrait du texte d'une chanson se trouvant sur ce disque, Tu as faim, tu as froid:
ils disent que la terre est un plateau d'argent

avec de cimetières et des jardins d'enfants

tu as faim

tu as froid

et j'ai mal dans ta main...

(1965).
Marie Savard commence à écrire pour le théâtre une œuvre lyrique qui comprend 16 chansons.
En 1966, Marie Savard délaisse définitivement son travail d'écrivain d'émissions de radio pour se consacrer à la chanson. Elle reçoit alors une bourse du ministère des Affaires culturelles pour continuer la rédaction de son long poème dramatique sur lequel elle travaille depuis plus d'un an.
En 1966, elle chante au Patriote avec le trio de jazz de Pierre Leduc. Le spectacle est enregistré devant public par Apex dont sortiront un 45-tours et un 33-tours. Le disque porte le titre de « Marie Savard au Patriote ». Ce qui donne son originalité à ce disque, c'est que «…ses chansons sont composées sur un rythme de jazz… elle compose ses chansons sur des paroles de poète authentique… » Ce deuxième microsillon est lancé en octobre 1966, à la boîte à chanson « Le Op ». Court extrait du texte d'une chanson se trouvant sur ce disque : La Neige chaude
Quand nous roulerons

nos têtes dans la neige chaude

nos yeux ne seront plus

que des cristaux de nuit

et nos cheveux mouillés

feront des étincelles... 

(1965).
Elle part en tournée dans les collèges et les universités du Québec.
En 1967, elle fait partie d'un jury pour le concours « 28 jours de Jeunesse oblige ». La même année, elle donne naissance à sa fille ce qui ralentit de beaucoup son travail de chanteuse. Marie Savard aura deux enfants: Mathieu et Julie et elle dira : « Le temps de mes enfants, ainsi que j'aime à le nommer, m'amena plus près de l'écriture.»
Vers la fin des années 1960, c'est l'époque où la thématique femme et pays est très présente pour les poètes masculins.«... je retrouvais à l'égard de Miron et Vigneault... de l'admiration, parfois de l'amusement pour leur côté "orignal national" mais si peu d'affinité au point d'en être chagrine. Il me semblait que les pensées les moins secrètes de la bien-aimée, l'autre moitié du pays, leur étaient inconnues.» C'est avec cela en tête qu'en 1969, elle écrit « Bien à moi », une pièce dramatique de théâtre pour la radio (SRC, devenue aujourd'hui ICI Radio-Canada Première) qui raconte un enterrement de femme mariée, cet écrit est considéré par plusieurs comme « la première pièce explicitement féministe au Québec »… C'est l'histoire d'une femme qui s'envoie à elle-même des lettres qu'elle signe sous le nom de "marquise", ces lettres lui permettant de se parler à elle-même. « Elle se raconte, en buvant de la bière, des expériences qui l'ont blessée. Elle n'est pas folle - un peu exaltée, mais pas folle!...» Cette pièce fut jouée à Radio-Canada en 1969  et rediffusée, en 1971 et 1980, en France, Belgique, Suisse et au Luxembourg. « Bien à moi » sera réédité en édition bilingue aux Éditions Trois en 1998. Extrait de « Bien à moi »:
« Ah ma belle moi ! Je ne peux tarder à m'écrire tellement je me manque. Me réveille ce matin le teint frais. Les boutons me fuient cette année, mais je garde quand même mon grand cœur. À ce sujet, j'ai encore une autre petite anecdote à vous raconter Marquise. Elle est peut-être courte, mais n'en manque pas moins de vif esprit de bel argent.
Les Boutons «Quelquefois il riait quand il s'habillait, quelquefois quand il se déshabillait... Cela n'a cependant aucune espèce d'importance, la motivation restant toujours la même. Certains vous diront qu'il était un petit dépravé, qu'il avait peur de la nuit et contrôlait fort mal ses besoins. Je ne saurais allègrement confirmer ces dires, mais je puis vous assurer qu'il avait des boutons, que sa mère le savait et que le chat était toujours dehors. Et c'est ainsi qu'il avait grandi en enfant presque modèle. Ses maîtres se plaisaient souvent à poser leur regard sur lui. Lui, en brave petit qu'il était, ne faisait que rougir. Et sa mère le savait, et le chat, Alouette... Ah !

Un jour qu'il errait dans le bois, de ci de là, mutin, en petit homme curieux qu'il était, il rencontra le beau prince toute beau et toute à cheval. Et là là là là, le beau prince toute beau lui donna des bonbons. Et l'enfant riait, et l'enfant pleurait, et sa joie était grande. Et le prince lui dit : « Je suis l'Immaculée Conception. Dites-le à vos amis. » Et sa mère le savait, et le chat, Alouette de Grandmont, Ah !

J'espère, très chère moi, que cette petite scène de la vie quotidienne a su vous plaire et vous renseigner sur l'amitié vraie et la vraie joie qui en découle.

La vie des princes champêtres, des chevaliers ruraux, a de ces petits plaisirs que nous, urbaines, ne savons plus redécouvrir.

— Mon mari est dans les Chevaliers de Colomb et pis c'est vrai qu'y s'cache hein ! »

Et c'est ainsi que les autres vivent, et leurs souliers au loin les suivent...

Je m'embrasse tendrement, 

Moi.»
« Bien à moi » est mis en scène au Théâtre de Quat'Sous en février 1970, par André Brassard qui venait de monter Les Belles Sœurs de Michel Tremblay qui était jouée en "joual" et le décor est signé Jean-Paul Mousseau. Marie Savard raconte dix ans plus tard : « Quand il (M. Brassard) nous fit comprendre, à la comédienne Dyne [Mousso] et à moi, qu'il était impuissant à mettre en scène une femme se masturbant et que le faire serait pour lui de la fausse représentation, cela nous toucha. Il nous laissa nous débrouiller seules et je l'en remercie de tout mon cœur."».
En 1970, Marie Savard dénonce le « traitement infligé aux nationalistes lors de la crise d'octobre ». Le 6 juin 1971, quelques mois après la Crise d'Octobre, Marie Savard, sort le disque Québékiss, « un disque tout rouge, conçu à chaud pendant la crise et réalisé avec les moyens de l'époque grâce à Robert Blondin, un gars de Radio-Canada… » La musique de ce disque est signée Claude Roy. Le disque est lancé à la Maison du Chômeur. Dès sa sortie, le disque est interdit de faire tourner à la radio et il sera même retiré du marché. Et ce n'est qu'en 1975 qu'il sera possible de l'entendre sur les radios communautaires. Au sujet de ce disque, elle dira: « Québékiss, c'est principalement un document sur les événements d'octobre. ». Elle ajoutera que sept des textes de ce disque (Reel d'Octobre, La nuit du 16 octobre, Le western du Pacifique canadien, Québékiss, Bonjour mon beau, Lasting Sadness, Berceuse du pays)  sont : «... la phrase de Québékiss, laquelle concerne une blessure partagée, celle d'un viol collectif, d'une démonstration de force aux allures de mascarade: les événements d'octobre 1970.». Dans l'hebdomadaire Dimanche-Matin du 29 août 1971, Christiane Berthiaume parle de ce disque comme d'un Woodstock. Sur ce disque, se trouve le Reel d'octobre:
J'ai entendu dire par les rues

entre les branches et les cocus

que depuis plus de deux vents ans

y'a rien que'des bons pis des méchants

que les bons sont au parlement

que toutes les autres sont des méchants...

Se trouve aussi : Québékiss
... On a fini de s'trouver fin

d'être né pour un p'tit pain

Ça prend rien qu'des niaiseux

Pour dire qu'on est ben chanceux

C'est pas un grand malheur

D'vouloir être heureux

Il faut tuer la peur...
En 1975, elle fonde les Éditions de la Pleine Lune avec d'autres. Voir section Édition plus bas. Tout au cours de la décennie des années 1970, Marie Savard contribue avec d'autres femmes à renouveler le genre en poésie.
En 1980, elle présente un spectacle comprenant des chansons et des poèmes, intitulé: « La jaserie ». La même année, elle participe à la « Nuit de la poésie ». À ce sujet-là, elle dira: « Bien sûr, le nationalisme y est toujours, mais le féminisme occupe une place de choix. "Elle voudrait prendre le pays, ce qu'elle ne prend plus c'est le mari", dira-t-elle en résumant succinctement les deux thématiques.». Elle interprète "Les femmes scrapées" suivi de "Courtisanes". Extrait de Les femmes scrapées:
Sont scrapées

toutes les femmes scrapées dans leur corps

les femmes taillées à la hache du chirurgien

pour se faire une beauté

une garde-robe...

et répondre à l'image qui correspond le plus

à l'objet désirable...

(1992)
En 1981, Marie Savard travaille sur son nouveau disque, « La folle du logis ». Les chants de ce disque lui sont inspirés par « les intonations d'Amalia Rodigues (sic). Un fado de femme comme un blues... Le temps de mes enfants m'apporta en plus les sons, les phonèmes sur lesquels les derniers arrivants modulent avant le langage c'est-à-dire leur sélection et arrangements des sons pour communiquer avec les gens qui les reçoivent. Dy lyrage, dit-on, du chant.»  Les compagnies refusent d'éditer celui-ci. Échaudée par le traitement qu'a subi son dernier disque Québékiss et par le refus des compagnies, Marie Savard se tourne vers une nouvelle voie: produire elle-même son nouveau disque. Elle loue un studio d'enregistrement pour enregistrer celui-ci. Quand il est temps de le mettre en marché, aucune maison de distribution de disques ne veut prendre le risque. Marie Savard se tourne alors vers les éditions de la Pleine lune (voir plus bas). Ainsi, son disque se retrouve dans les librairies au lieu de chez les disquaires. Court extrait du texte de la chanson "Est folle":
{{vers|texte =... et sans me regarder
m'ont dit de faire l'air
Je leur ai répondu
que j'étais une toupie
que tout l'monde tourne en rond
toupie or not toupie
A crie n'importe quoi
n'importe où
n'importe quand
Est folle...
(1992)

En 1984, Marie Savard publie la pièce de théâtre « Sur l'air d'Iphigénie - poème fantastique en deux temps, trois mouvements »: 
Les voyageuses solitaires,

debouttes au bout du train,

regardent s’enfuir les dormants.

De vieux tics de culture

circulent encore à l’aise

à travers les poussières

de leurs premiers baisers.

En 1988, elle écrit « Les Chroniques d'une Seconde à l'Autre », un texte de fiction poétique qui consiste en un livre /cassette. Un recueil de poésie de Marie Savard, « Poèmes et chansons », paraît en 1992. Le livre contient 36 textes de chansons que ces chansons aient été endisquées ou non. Le livre se situe en deux blocs: 1958 à 1967, et de 1968 à 1981, dans l'ordre chronologique. Court extrait d'un texte de chanson paru dans ce livre, Bonne nuit... paroles de maîtresse:
tu veux me caresser

jusqu'au fond de tes yeux

me caresser plus doux

que le fond de tes yeux

me connaître naissante

jusqu'au fond de mon puits

me connaître naissante

au matin de ma nuit

tu pleures...

 
En 2002, avec «  La future antérieure », « la poète et chanteuse renoue avec des thèmes qui lui étaient déjà chers au milieu des années soixante-dix : la folie des femmes et leur exploitation par les appareils de la société, en particulier la psychiatrie…» Le recueil raconte « le sacrifice des femmes sur l'autel d'une société dominée par le patriarcat : « vous avez pris ma bien-aimée / et vous l'avez tuée / et c'est sur sa tombe que vous avez bâti votre Église » (p. 146) ».
Je dirai la pensée qui vient

d'où qu'elle vienne

mais je saurai d'où elle vient

comme dans une huître qui passe

on devine une perle

je la dirai bien

et elle sera bien dite entre nous

et nous la prendrons

loin des maîtres de toute espèce

qui nous tiennent en laisse

et nous la comprendrons
Les Écrits des Forges publient son dernier livre de poésie « Oratorio » en 2007. Dans la présentation de ce livre, il est dit que c'est un poème... avec les voix d'ELLE et de LUI ainsi que celles du chœur des Vieillards et des Pleureuses... Ce sont les chants du féminin et du masculin, du Yin et du Yang en émoi face aux valeurs d'une culture capitaliste, patriarcale et guerrière que défend un chœur de Vieillards intransigeants soutenu par celui des frileuses Pleureuses.»
CHANTS VIII
ELLE

Langue châtiée

exorcisée

occise

calée au lit des rivières

séchée

au fond de litières¸

fossile parfait

satisfait

LUI

Langue sacrée

sacrilège

saccage d'eau douce

sacres

hiéroglyphes en fuite

racine d'eau médite

entre nous

l'écho de nos bouchées bées

écorche au cœur.
Durant ses dernières années, elle donne plusieurs lectures publiques et spectacles littéraires dans les maisons de la culture, festivals de littérature, salons du livre, et participe à des jurys pour l’attribution de bourses en création littéraire et de prix littéraires.
Elle meurt à Montréal le 16 janvier 2012, à l'âge de 75 ans.

## Édition
Comme beaucoup d'autres femmes dans les années 1970, Marie Savard tente de faire publier son livre à teneur féministe et ne trouve pas d'éditeur. « Le journal d'une folle » reste en plan. Ce manuscrit est refusé par les maisons d'édition traditionnelles qui sont assez décontenancées « devant le journal atypique qui bafoue les cadres rigides des genres. » Marie Savard réalise que, sur les comités de lecture, il n'y a aucune femme et que les sujets féminins ne trouvent pas une bonne oreille chez les éditeurs. Pour combler cette lacune, par un soir de pleine lune d'avril 1975, lors de l'année internationale de la Femme, elle fonde avec quatre autres femmes la première maison d'édition de femmes au Québec, La pleine lune, qu'elle dirige jusqu'en juin 1979. Son livre, « Le journal d'une folle » sera le premier livre publié par cette maison d'édition.

## La poésie et la musique pour Marie Savard
Marie Savard déclare ceci au sujet de la poésie, en 1983, dans la revue La vie en rose: « Je la sens plus que je la pense. Je pourrais peut-être en parler comme d'une perception sensible, une présence au pouls de l'environnement, à la mémoire du présent. La poésie avec des mots ? Incarnés, entendus, écrits. Cette matière-mots dont on se sert ou qu'on s'approprie, selon les artisanes. »
« Nous on est étiquetées « féministes radicales », ce que l'on fait n'est donc pas considéré comme de la musique ou des chansons mais comme de l'animation sociale ».

## Œuvres littéraires
Ses textes sont publiés dans diverses revues littéraires, telles : Liberté, La Barre du jour, Sorcières (Paris), Mœbius, Litté/Réalité (Université York, Toronto), Arcade et l’Arbre à paroles (Belgique).
- 1965 : Les Coins de l'Ove (poésie), Québec : Éditions de l'Arc
- 1975 : Le journal d'une folle, Montréal : Éditions de la Pleine lune, 89 p. : ill., fac-sim. ; 19 cm
- 1978 : Te prends-tu pour une folle, Madame Chose ? (essai), Montréal : Éditions de la Pleine lune
- 1979 : Bien à moi (théâtre), Montréal : Éditions de la Pleine lune, 1979, 63 p. ; 21 cm  (ISBN 2-8902-4000-2); réédité en version bilingue en 1998. Voir plus bas.
- 1984 : Sur l'air d'Iphigénie - poème fantastique en deux temps, trois mouvements (théâtre), Montréal : Éditions de la Pleine Lune, 1984, 79 p. : 1 ill. ; 21 cm  (ISBN 2-8902-4035-5)
- 1988 : Les Chroniques d'une Seconde à l'Autre (fiction poétique, livre-cassette), Montréal : Éditions de la Pleine lune
- 1992 : Poèmes et chansons (poésie), Montréal : Éditions Triptyque
- 1998 : Bien à moi - Mine sincerely (réédition de la version de 1969)(traduction et postface de Louise Forsyth), Laval : Éditions Trois, 1998, 130 p. ; 19 cm  (ISBN 2-9208-8791-2)
- 2002 : La Future antérieure (poésie), Laval : Éditions Trois, coll. « Opale », 160 p.  (ISBN 2-8951-6038-4)
- 2007 : Oratorio, Québec (poésie), Trois-Rivières : Écrits des forges  (ISBN 978-2-8964-5042-8)

## Discographie

### 33 tours
- 1965: Marie Savard (Apex, ALF-1574) 1965 : Marie Savard

- 1966: Marie Savard au Patriote (Apex, ALF-1586) 1966 : Marie Savard au Patriote

- 1971: Québékiss (Les disques Zodiaque ZO - 6902[46]) 1971 : Québékiss

- 1981: La folle du logis (Les Éditions de la pleine lune, CCL-33-165) 1981 : La folle du logis

- 1988: Les Chroniques d'une seconde à l'autre (Les Éditions de la Pleine Lune)  (fiction poétique, livre-cassette) C'est un poème d'une soixantaine de pages dans lequel il y a deux chansons. Voir plus haut. 1988 : Les chroniques d’une seconde à l’autre

### 45 tours
- 1965 : Terre brune / L'Arme (APEX-COMPO 13401)
- 1966 : J'arrive / Rue d'Amérique (APEX-COMPO, 13445)
- 1969 : Toupie or not toupie / La Belle Image (Polydor 1147, 540.523)

### Disque compact
- 2002 : Disque compact accompagnant le livre La Future antérieure

Plage 1 : Les Chroniques d'une seconde à l'autre, texte/narration Marie Savard, musique J. Gruber-Sritzer. Avec la collaboration de Monique Lepage.
Plage 2 : La Future antérieure, texte/narration Marie Savard, Direction musicale : Monique Fauteux.

### Disques avec la participation de Marie Savard
- 1966 : Information - Concert Pierre Leduc (Élysée, ELS-2003)
- 1973 : Poèmes et chants de la résistance 3, (R-2 603), enregistré par les Studios Québec-Son ; Front Intersyndical CSN, CEQ, FTQ
- 1977 :Québec 200 ans de résistance (Vendémiaire VDES 016)<poem>

## Nominations, prix, honneurs
- 1962 : mise en nomination au Congrès du spectacle

## Extraits de son œuvre à écouter
- Est folle, Marie Savard, https://www.youtube.com/watch?v=rDtEyKioE1M
- Femmes scrapées/Courtisanes, Marie Savard, https://www.youtube.com/watch?v=vHucLu0EUzs
- La vie d'factrie, Marie Savard, (chanson de Clémence Desrochers), https://www.youtube.com/watch?v=-8fRB_RqKfE
- La Nuit de la Poésie 1980, Femmes scrappées suivi de Courtisanes, version live, https://www.youtube.com/watch?v=_gC2pB9GIuQ
- Québékiss: Disque complet, durée: 36:56, Tannée, Ça fait que, Berçeuse, Mon homme est en chômage, Lanuit du 16 octobre, Pacifique canadien, Reel d'octobre, Lasting Sadness, On rentre chez nous, Québékiss; https://www.youtube.com/watch?v=XKRHcNSbr1s
- Avec Maria Blues/Tannée, Marie Savard, https://www.youtube.com/watch?v=ChMPf2jWQXs&feature=youtu.be

## Informations complémentaires
- Éditions de la Pleine Lune
- Les premiers pas de Marie Savard
- Décès de la poète féministe Marie Savard (1936-2012)